# Nawałnica w Poznaniu (1725)
Nawałnica w Poznaniu w 1725 – nawałnica, która nawiedziła Poznań w dniu 18 czerwca 1725.
Klęska nadciągnęła nad miasto w godzinach wieczornych i zaatakowała trzema falami - najpierw burzą, potem gradem, a na koniec wyjątkowo silnym wiatrem. Całość trwała zaledwie około pół godziny, ale przysporzyła miastu wyjątkowo wysokich strat. Z kościoła farnego zrzucony został szczyt wieży, który spadł na kamienicę Jabłońskich. Zburzona została konstrukcja dachu na kościele dominikańskim. Zawaliły się obie wieże katedralne, a dach tej świątyni został uniesiony i przeniesiony na znaczną odległość. Zawaliła się także nowa wieża ratuszowa z 1690, upadając na północną stronę Rynku (zniszczeniu uległy zegar i dzwony). Ruiny zatarasowały całkowicie ruch na tej stronie Rynku, a także padając zniszczyły kamienicę cukiernika Efraima Klinberka. Dach ratusza został połamany i zniszczony (remont samego ratusza kosztował 50 000 ówczesnych złotych polskich). Znacznie ucierpiały także wsie podmiejskie, gdzie powywracane były całe domostwa i pozrywane dachy (najznaczniejsze szkody odnotowano na Wildzie, w Luboniu, na Górczynie, Jeżycach, Winiarach, w Boninie i na Sołaczu).